# 石倉小三郎
石倉 小三郎（いしくら こさぶろう、1881年6月15日 - 1965年10月30日）は、日本の音楽家、ドイツ文学者。

## 経歴
1881年、東京生まれ。1898年、東京府尋常中学校（現・東京都立日比谷高等学校）を卒業。東京帝国大学を卒業。東京音楽学校講師、第四高等学校（金沢）教授、第八高等学校（名古屋）教授、第七高等学校（鹿児島）教授をつとめた後、高知高等学校校長、大阪高等学校校長、大阪理工科大学予科長。1953年からは相愛女子短期大学教授を務めた。
1903年（明治36年）、東京音楽学校での日本人最初のオペラ（クリストフ・ヴィリバルト・グルック作曲「オルフェオとエウリディーチェ」）の訳詞を、乙骨三郎、近藤朔風などと共に担当し、ラファエル・フォン・ケーベルのピアノ、ノエル・ペリの指揮、実業家の渡部朔（出演者の一人、渡部康三の兄）の資金援助による上演の成功に尽力した。ロベルト・シューマンの「流浪の民」の訳詞でも知られる。

## 著書
- 『西洋音楽史』博文館 1905（帝国百科全書）
- 『フアウスト解説』 堀書店 1948
- 『歌劇カルメン解説』 堀書店 1948
- 『グスターフ・マーラー』 音楽之友社 1952（音楽文庫）
- 『ゲーテと音楽』 音楽之友社 1952（音楽文庫）
- 『音楽学概説』 音楽之友社 1954（音楽文庫）

## 翻訳
- ヴィルヘルム・マイステルの遍歴時代 ゲーテ全集 第10巻 大村書店 1926
- シューベルト歌曲選集 第2編 共益商社書店 1929
- ゲーテ詩選 堀書店 1949